# Diables de les Corts
Diables de les Corts és una colla de diables fundada el 1994. Posteriorment a l'any 2003 es va crear la secció de tabalers, amb el nom de Tabalers de Les Corts. La colla gestiona, conjuntament amb la resta d'entitats de foc i percussió de Les Corts, el drac del barri, El Guardià de Les Corts, així com el Correfoc Unitari de Festa Major del Districte, que es realitza el primer dissabte d'octubre.
Diables de Les Corts és una entitat sense ànim de lucre regida de forma assembleària. La colla de diables i tabalers que integren l'entitat realitza al llarg de l'any actes propis, a través d'institucions públiques o conjuntament amb altres entitats de foc i percussió. Entre els més representatius, destaquen el Dimecres de Cendra, l'Aniversari de Diables de Les Corts, el Foc i Rock, la Benvinguda al Rei Carnestoltes, el Correfoc de La Mercè, la Cavalcada de Reis de Sants-Les Corts i la Rua de Carnaval de Les Corts.